# Ceto, Lombardy
Ceto là một đô thị trong tỉnh tỉnh Brescia thuộc vùng Lombardia, Ý. Đô thị này có diện tích km², dân số người. Các đơn vị dân cư trực thuộc là: Badetto, Nadro.
Các đô thị giáp ranh gồm: Braone, Breno (Italie), Capo di Ponte, Cerveno, Cevo, Cimbergo, Daone, Ono San Pietro.